# Подгоровка (Луганская область)
Подгоровка (укр. Підгорівка) — село, относится к Старобельскому району Луганской области Украины.
Население по переписи 2001 года составила 3501 человек. Почтовый индекс — 92723. Телефонный код — 6461. Занимает площадь 6,617 км². Код КОАТУУ — 4425184001.

## Известные уроженцы
- Деревянко, Василий Семёнович — Герой Советского Союза.

## Местный совет
92723, Луганська обл., Старобільський р-н, с. Підгорівка, вул. Чкалова, 128 (укр.)